# مولوال
مولوال (به انگلیسی: Mulwal) یک روستا در پاکستان است که در پنجاب واقع شده‌است. مولوال ۳۷۴ متر بالاتر از سطح دریا واقع شده‌است.